# Barnsley Football Club 2012-2013
Questa voce raccoglie le informazioni riguardanti il Barnsley Football Club nelle competizioni ufficiali della stagione 2012-2013.

## Rosa 2012-2013
| N. |                        | Ruolo | Calciatore          |
| -- | ---------------------- | ----- | ------------------- |
| 1  | Inghilterra (bandiera) | P     | Luke Steele         |
| 2  | Inghilterra (bandiera) | D     | Bobby Hassell       |
| 3  | Inghilterra (bandiera) | D     | Scott Golbourne     |
| 4  | Galles (bandiera)      | D     | Rob Edwards         |
| 6  | Inghilterra (bandiera) | D     | Stephen John Foster |
| 7  | Irlanda (bandiera)     | C     | Stephen Dawson      |
| 8  | Scozia (bandiera)      | C     | Jim O'Brien         |
| 9  | Galles (bandiera)      | A     | Craig Davies        |
| 10 | Inghilterra (bandiera) | C     | Matt Done           |
| 11 | Inghilterra (bandiera) | C     | David Perkins       |
| 12 | Inghilterra (bandiera) | P     | Ben Alnwick         |
| 13 | Inghilterra (bandiera) | A     | Chris Dagnall       |
| 14 | Inghilterra (bandiera) | D     | Scott Wieseman      |
| 15 | Scozia (bandiera)      | D     | Jim McNulty         |
| 16 | Inghilterra (bandiera) | A     | Marlon Harewood     |

| N. |                        | Ruolo | Calciatore           |
| -- | ---------------------- | ----- | -------------------- |
| 17 | Inghilterra (bandiera) | C     | Paul Digby           |
| 18 | Egitto (bandiera)      | A     | Mido                 |
| 19 | Polonia (bandiera)     | C     | Tomasz Cywka         |
| 20 | Portogallo (bandiera)  | C     | Toni Silva           |
| 21 | Inghilterra (bandiera) | C     | Jacob Mellis         |
| 23 | Nigeria (bandiera)     | C     | Kelvin Etuhu         |
| 24 | Inghilterra (bandiera) | A     | Reuben Noble-Lazarus |
| 25 | Inghilterra (bandiera) | D     | Martin Cranie        |
| 26 | Inghilterra (bandiera) | C     | John Rooney          |
| 30 | Lituania (bandiera)    | P     | Lukas Lidakevicius   |
| 31 | Inghilterra (bandiera) | A     | Jordan Clark         |
| 33 | Inghilterra (bandiera) | C     | Paul Digby           |
| 34 | Inghilterra (bandiera) | D     | John Stones          |
|    | Inghilterra (bandiera) | A     | Marcus Tudgay        |